# Macrodorcas sircari
Macrodorcas sircari là một loài bọ cánh cứng trong họ Lucanidae. Loài này được Lacroix & Ratti mô tả khoa học năm 1975.